# Санчес Арельяно, Луис Фернандо
Луис Фернандо Санчес Арельяно (исп. Luis Fernando Sánchez Arellano, известен как El Ingeniero, прозвище  Инженер) — лидер Тихуанского наркокартеля. Тихуанский картель действует на северо-западе страны и является крупнейшим поставщиком кокаина из Мексики в США. Тихуанский картель основали семь братьев и четыре сестры. После смерти или ареста Арельяно и особенно после ареста его дяди Эдуардо Арельяно Феликс  в октябре 2008 года, Луис Фернандо Санчес взял лидерство картеля, вероятно в партнерстве с его тётей Энединой Арельяно Феликс.
23 июня 2014 года в результате спецоперации мексиканских военных он был арестован.